# 제7공병여단 (대한민국)
제7공병여단(第七工兵旅團)은 경기도 이천시에 있는 대한민국 육군 제7기동군단의 공병여단이다.

## 역사
1990년 7월 7일에 창설되었다.
2003년, 도하단이 군단의 작전 효율성 문제를 이유로 2003년에 해체되었다.
2023년 6월 1일, 여단 도하부대를 묶어서 지휘하는 도하단이 재창설되었다. 그리고 도하단을 위한 장비는 제너럴 다이내믹스 유럽 지상장비(GDELS)의 M3의 한국군 면허 모델인 M3K를 한화에어로스페이스에서 면허 생산하여 2024년에 전략화 및 군에 보급할 예정이다.
2023년 7월 7일에 33주년을 맞이하였다.

## 부대
- 여단본부
- 여단 직할대
  - 본부근무대
  - 장비중대
  - 통신중대
  - 정비근무대
- 도하단, 남양주시; 2023년 6월 1일, 창설
  - 제311도하대대
  - 제312도하대대
  - 제315도하대대
- 제108기계화공병대대
- 제156기계화공병대대
- 제572교량대대
- 제571교량대대[5]